# Myzomèle de Micronésie
Myzomela rubratra
Espèce
Statut de conservation UICN

 LC  : Préoccupation mineure
Le Myzomèle de Micronésie (Myzomela rubratra) est une espèce de passereaux de la famille des méliphagidés.

## Habitat
Il habite les forêts humides tropicales et subtropicales en plaine et les montagnes humides tropicales et subtropicales.

## Sous-espèces
D'après la classification de référence (version 15.1, 2025) du Congrès ornithologique international, cette espèce est constituée des sept sous-espèces suivantes (ordre phylogénique) :
- Myzomela rubratra asuncionis Salomonsen, 1966 — îles Mariannes du Nord ;
- Myzomela rubratra saffordi Wetmore, 1917 — îles Mariannes du Nord (sud) ;
- Myzomela rubratra kobayashii Momiyama, 1922 — Palaos ;
- Myzomela rubratra kurodai Momiyama, 1922 — Yapen ;
- Myzomela rubratra major Bonaparte, 1854 — Chuuk ;
- Myzomela rubratra dichromata Wetmore, 1919 — Pohnpei, Sapwuahfik et est des îles Carolines ;
- Myzomela rubratra rubratra (Lesson, 1827) — Kosrae.